# 大橋氏
桓武平氏流貞能が肥後国山本郡大橋に下向したといい、大橋氏と称したことに始まるとされる。北畠顕家を奉る霊山神社（社格:明治天皇選定による別格官幣社:建武中興十五社の1つ）の氏子総代。愛知県津島市の奴野（ぬのや）城という大橋定省が築いた城がある。